# Brezje, Novo mesto
Brezje este o localitate din comuna Novo mesto, Slovenia, cu o populație de 16 locuitori.